# Motoo Tatsuhara
Motoo Tatsuhara (Tokio, 14. siječnja 1913. – 1984.) japanski je nogometaš.

## Klupska karijera
Igrao je za Waseda WMW.

## Reprezentativna karijera
Za japansku reprezentaciju igrao je od 1934. do 1936. godine. Odigrao je 4 utakmice.
S japanskom reprezentacijom Motoo Tatsuhara je igrao na Olimpijskim igrama 1936.

## Statistika
| Japan  | Japan | Japan |
| Godina | Nas.  | Gol.  |
| ------ | ----- | ----- |
| 1934.  | 2     | 0     |
| 1935.  | 0     | 0     |
| 1936.  | 2     | 0     |
| Ukupno | 4     | 0     |

## Vanjske poveznice
- National Football Teams
- Japan National Football Team Database